# Iglesia de Santa María (Guernica)
La iglesia de Santa María es un templo religioso bajo la advocación de Santa María en la localidad de vizcaína Guernica y Luno, en el País Vasco en España.
Está ubicada cerca de la Casa de Juntas en el límite entre la villa de Guernica y la anteiglesia de Lumo que conforman el actual municipio de Guernica y Lumo en un lugar con un gran desnivel. Su construcción se inició a mediadas del siglo XVI y finalizó en 
1660 con las finalización del coro. En el inicio el estilo utilizado fue el gótico, que se puede ver en la portada, que se conjugó con el renacentista que predomina en el interior, donde destaca el coro exquisitamente renacentista y el volteo de las bóvedas, realizado por el cantero cántabro Antonio Ortiz de la Colina.

## El edificio
Situado sobre un desnivel, el edificio consta de tres naves de cinco tramos con un ábside poligonal (pentagonal) con triforio. Ábside y naves están realizados a la misma altura, correspondiendo con lo que se espera de una iglesia de salón (iglesia tipo Hallenkirche) cubiertas con bóvedas de crucería que se apoyan en los muros y en ocho columnas clásicas de orden dórico. Las bóvedas son estrelladas en el primer tramo y simples en el resto. A los pies se alza el coro sobre una bóveda renacentista.
La fachada principal está orientada al norte y en ella se abre una portada gótica, de dos arcos rebajados y separados por un mainel, que queda enmarcada por potentes arcos sobre los que se alza una espadaña barroca de tres cuerpos construida en 1775. Una estructura de jambas y arquivoltas en bocina con imágenes talladas de santos y santas rodea la entrada que culmina en un tímpano vacío con una inscripción que firma la obra; "Myll et cccc et IXL años Sanch I o de enparan" (en 1449 el responsable de al obra era Sancho Emparan).

## Mobiliario
Santa María de Guernica carece de mobiliario, alguna imágenes, procedentes de algún retablo anterior, se exponen en las paredes del ábside. En la capilla primera hay un retablo barroco realizado por el retablista de Fórua Juan de Azcunaga.

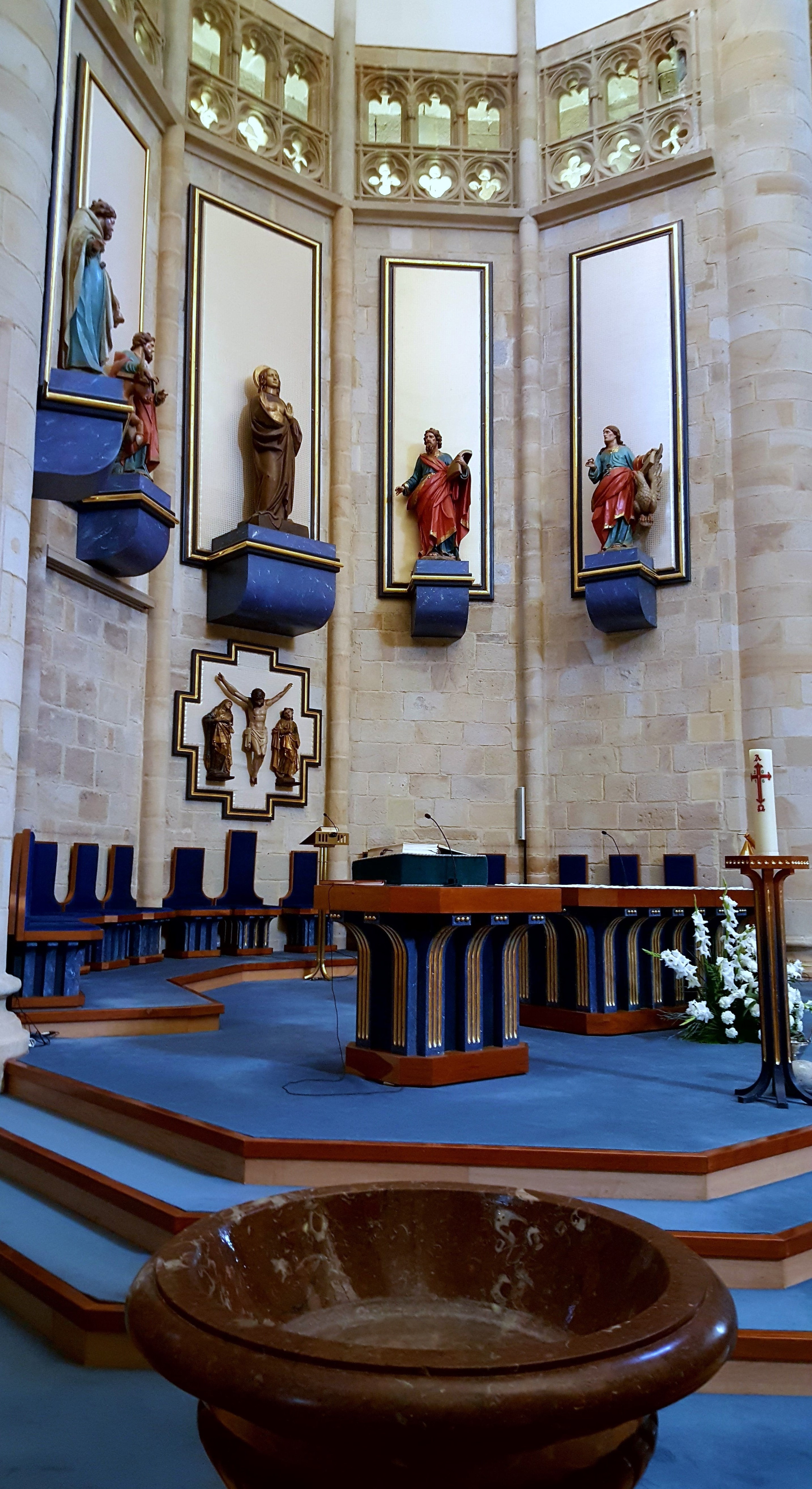
Altar de la iglesia Andra Mari de Gernika

En la sacristía hay una colección de pinturas barrocas con escenas de al pasión de Ildefonso de Bustrín. En el coro hay un órgano alemán construido en 1883.